# ハネウェル TFE731
ハネウェル TFE731 は、ビジネスジェット機で一般的に用いられるギヤードターボファンエンジンのシリーズである。このエンジンは当初ギャレット・エアリサーチが設計・製造していたが、合併によりアライドシグナルが製造するようになり、現在はハネウェル・エアロスペースが製造している。

## 概要
このエンジンは1972年以来、11,000台以上が製造され、現在でも生産は継続中で改良が続けられる。累計で 1億時間以上の飛行時間となっている。
TFE731-60の吸気口の直径は0.787m である。低圧タービンから遊星歯車を介して駆動されるファンは22枚の羽根、52枚の排出ガイド羽根と10本の支柱がある。1段式の高圧タービンによって駆動される5段の高圧圧縮機は、4段の軸流圧縮機と1段の遠心式圧縮機で構成される。バイパス比は2.28から2.8である。

## 開発経緯
TF731は、マクドネル・ダグラス DC-10の補助動力装置(APU)用として開発された TSCP700 の主要部分を基にしていた。このエンジンの設計は、低燃費と低騒音の2つの要素に重点を置いていた。低騒音性能は、米国で新しく制定された騒音規制を満たしていた。
ギャレット・エアリサーチの製造したギャレット TPE331の経験を基にして開発される事が1968年4月に発表された。
TFE731の最初の試験は1970年9月にカリフォルニア州トーランスにあるギャレットの工場で行われた。その後リアジェット25に搭載して飛行試験が実施された。1972年8月にFAAの認証を取得した。同じ月に最初の製品モデルのTFE731-2がダッソー ファルコン 10の派生機種用のエンジンとして組み立てラインからの出荷を開始し、1973年にリアジェット35とダッソー ファルコン 10用のエンジンとして量産を開始した。TFE731-2の生産開始のちょうど1ヵ月後、ロッキード ジェットスター4発機におけるエンジン換装計画で出力を向上したTFE731-3が採択された。このエンジンは新しい形式のエンジンで1974年6月に初飛行してまもなくファンの吸気口が拡大され性能が向上した-3A-3Bの名称の派生機種と共に販売されリアジェット55 を含むいくつかの航空機で採用された。
1975年にTFE731はZiff Davis社によるのアビエーション・プロダクト・オブ・ザ・イヤーを受賞した。
1982年に推力19.1 kNのTFE731-5が認証を取得し、同年末にバイパス比を高める事によってさらに性能が向上した-5A (推力: 20 kN)が認証が取得された。1991年に推力21.1 kNで再びファンの空気流を増やして燃料消費を減らした-5Bが登場した。同年-3Aのファンと -5のコアエンジンからTFE731-4が出来てセスナ・サイテーション650/750に搭載された。
2001年、第2世代のTFE731である-20(リアジェット 45)、-40(IAI 1125 Astra SPX)と-60 (ダッソー ファルコン 900EX)が生産された。
-60は推力22.49 kNで圧縮比22:1でバイパス比は3.9:1である。
-60をベースにした最新機種のTFE731-50は2002年に認証を取得して2005年に飛行試験プログラムを行いファルコン 900DXに使用される。ハネウェルは旧式のエンジンを備えている多数の航空機のエンジン換装の候補として、ナセルを完備したこのエンジンを開発した。

## 設計
TFE731-60の吸気口の直径は0.787mである。ファンは22枚のブレードと52枚の案内翼と10個のストラットで構成されギアボックスを介して駆動される。5段式の圧縮機は4段が軸流式低圧圧縮機で1段がラジアルまたは遠心式高圧圧縮機である。

## 搭載航空機
TFE731-2
- AIDC AT-3 自強
- CASA C-101
- ダッソー ファルコン 10
- FMA IA 63 パンパ
- K-8 カラコルム（計画のみ）
- リアジェット31
- リアジェット35/36/C-21

TFE731-3
- ボーイング スカイフォックス
- ホーカー・シドレー HS.125 シリーズ 700
- セスナ サイテーション III
- セスナ サイテーション VI
- ダッソー ファルコン 50
- ダッソー ファルコン 20 (改造後)
- リアジェット 55
- ロッキード ジェットスター II
- IAI 1124 ウエストウインドI（英語版）

TFE731-4
- アエロ L-139 (試作機のみ)
- セスナ サイテーション VII

TFE731-5
- ホーカー 800/850XP

TFE731-20
- リアジェット 40
- リアジェット 45

TFE731-40
- ガルフストリーム G150（英語版） (旧称 IAS Astra SPX)
- ガルフストリーム G100/C-38 Courier（英語版）
- テキストロン・エアランド スコーピオン[6]

TFE731-50
- ホーカー 900XP（英語版）

TFE731-60
- ファルコン 900DX

TFE731-1100
- IAI 1124 ウエストウインドII（英語版）

## 仕様

### TFE731-2
一般的特性
- 形式: ギヤードターボファンエンジン
- 全長: 50 in (127 cm)
- 直径: 39 in (100 cm)
- 乾燥重量: 734 lb (333 kg)

構成要素
- 圧縮機: ファン:1段, 低圧軸流式:4段, 高圧遠心式:1段
- 燃焼器: アンニュラー式
- タービン: 高圧タービン:1段, 低圧タービン:3段

性能
- 推力: 15.6 kN (3,500 lbf)
- 全圧縮比（英語版）: 13:1
- 燃料消費率: 0.5 lb/lbf-hr
- 推力重量比: 4.7:1

出典: 

### TFE731-3
一般的特性
- 形式: ギヤードターボファンエンジン
- 全長: 1263 mm
- 直径: 869 mm
- 乾燥重量: 329 kg

構成要素
- 圧縮機: ファン:1段, 低圧軸流式:4段、高圧遠心式:1段
- 燃焼器: アンニュラー式
- タービン: 高圧タービン:1段, 低圧タービン:3段

性能
- 推力: 16.46 kN (3,700 lbf)
- 全圧縮比（英語版）: 14.6:1
- バイパス比: 2.8:1
- タービン入口温度: > 1010℃
- 出力重量比:

## 比較
| 機種      | 推力 (kN)     | 始動時 バイパス比 | 総圧縮比 | ファン直径 (m) | 全長 (m) | 乾燥重量 (kg) | 開発年 | 搭載機                                            |
| --------- | ------------- | ----------------- | -------- | -------------- | -------- | ------------- | ------ | ------------------------------------------------- |
| TFE731-20 | 15.57         | 3.1:1             | 21:1     | 0.72           | 1.547    | 406           | 1997   | リアジェット 40 XR/45 XR                          |
| TFE731-40 | 19.6          | 2.9:1             | 22:1     | 0.72           | 1.547    | 406           | 1995   | ガルフストリーム G150                             |
| TFE731-50 | 21.79 - 22.24 | 3.6:1             | 24.2:1   | 0.75           | 2.314    | 440           | -      | ホーカー・ビーチクラフト ホーカー 750/850XP/900XP |
| TFE731-60 | 22.24         | 3.9:1             | 22:1     | 0.78           | 2.083    | 448           | 1995   | ダッソー ファルコン 900DX/EX                      |

## 派生機種

### TFE1042
軍用の低バイパス比の派生機種がハネウェル TFE1042（ハネウェル・ITEC F124）である。この派生機種は、当初は1978年にボルボ・フリーグモートルと共同開発され、1979年8月に試作機の最初の試運転が行われたものである。1982年にボルボは、スウェーデンのサーブ 39 グリペンのエンジンが米国GE製F404に決定したことにより計画から離脱した。しかし、それに前後して、自国で開発する戦闘機のパワープラントを求めていた中華民国（台湾）から漢翔航空工業が国際共同事業に参画していたため、研究開発は続けられた。1989年には、台湾空軍の国産戦闘機であるIDF経国号用に、アフターバーナーを備えた派生型TFE1042-70（ハネウェル・ITEC F125）の生産が開始され、1999年までに332基が納入された。
1994年3月、TFE1042にF124-GA-100で、チェコ製L-159（原型はL-59練習機）軽攻撃機に使用されるFADEC(全般デジタルエンジン制御)を搭載することが決まり、最初の飛行試験が1997年8月に実施された。
このエンジンは、ホーク練習機の改設計機にあたるT-45A ゴスホークにも搭載が検討されたが採用されず、同様に技術実証機であるボーイングX-45Aに使用された。
アフターバーナーなしタイプのF124は、L-159軽攻撃機のほかにイタリアのアレーニア・アエルマッキ製M-346練習機・軽攻撃機にも採用されるなど、小型軍用機のためのエンジンとして大きな成功を収めており、2005年1月の時点で460基が生産されている。
アフターバーナー付きタイプのF125は、IDF経国号における一定の成果を受け、インド空軍が保有する旧式のジャギュア攻撃機・超音速練習機の近代化改修の一環として、アドーア Mk 106から本エンジンのライセンス生産品であるF125INに換装される計画である。

### 技術仕様(ハネウェル TFE1042-70)
- 空気流量: 43.29 kg / s
- 圧縮比: 14,6:1
- バイパス比: 0.75:1
- ファン: 3段、チタン製
- 中圧圧縮機: 4段、軸流式
- 高圧圧縮機: 1段、遠心式
- 高圧タービン(圧縮機駆動用): 1段軸流式、最大回転数 33 000 rpm
- 低圧タービン(ファン駆動用): 3段軸流式、最大回転数 21000 rpm
- 燃焼器: 12個の噴射ノズルを備えた環状燃焼器
- タービン入り口温度: 1204℃
- 全長: 3561 mm
- 直径: 590 mm
- 重量: 616 kg
- 離陸推力: 26.80 kN、アフターバーナー使用時: 41.14 kN

## 参照
1. ↑  ハネウェル TFE731 公式ウェブページ
2. ↑  Schoneberger, William A.; Scholl, Robert R. H. (1985). Out of Thin Air: Garrett's First 50 Years. Phoenix: Garrett Corporation. p. 205. ISBN 0-9617029-0-7
3. ↑  Schoneberger, p. 204.
4. ↑  "TFE731 エンジンに対する歴史的観点", Duncan Debrief, Summer 2001, pg 11: PDF
5. ↑  “ハネウェル TFE731-50 が最初のフライトテストを完了”. EBACE Convention News.   AINOnline (2005年5月18日). 2006年2月11日時点のオリジナルよりアーカイブ。2006年12月5日閲覧。
6. ↑  “[https://www.ainonline.com/aviation-news/defense/2014-12-05/honeywell-will-power-production-scorpions Honeywell Will Power Production Scorpions
Engine maker expands its affiliation with Textron-AirLand’s all-composite Surveillance/Light Attack Jet]” (英語).   AIN (2014年12月4日). 2024年5月1日閲覧。
7. ↑  “Gas Turbine Engines” (PDF). Aviation Week & Space Technology Source Book:  p. 119. (2009年)